# Verdana
Verdana és una font tipogràfica del tipus de pal sec de gran llegibilitat, comissionada per Microsoft i dissenyada per Matthew Carter.
Verdana és una font que neix de la mà de Microsoft el 1996 amb la intenció de disposar d'un tipus de lletra de fàcil visualització i lectura sobre els monitors. El seu creador va ser Mattew Carter. Va ser publicada a 1996 i s'instal per defecte en tot sistema Macintosh i Windows. Atès que és part del paquet de "fonts web" i que ha estat disponible per a la descàrrega gratuïta des del lloc de Microsoft per molts anys, moltes instal·lacions de Linux i altres Unix també la utilitzen.
Sovint se la considera una excel·lent font tipogràfica per a la lectura a la pantalla del monitor, per al que va ser concebuda. Ja que s'instal·la a la majoria de les computadores del món, resulta molt usual trobar-com la font en el text principal d'una pàgina web.
Tahoma és una font tipogràfica relacionada, també coneguda com a Verdana Narrow.